# Мартини капля лимона
Марти́ни ка́пля лимо́на (англ. Lemon drop martini) — алкогольный коктейль, основанный на водке с экстрактом лимона и ликёре Трипл-сек. Классифицируется как коктейль на весь день (англ. All day cocktail). Входит в число официальных коктейлей Международной ассоциации барменов (IBA), категория «Напитки новой эры» (англ. New Era Drinks).

## Состав
- водка с экстрактом лимона (vodka citron) 30 мл
- ликёр Трипл-сек 20 мл
- сок лимона 15 мл

Водку, ликёр Трипл-сек и лимонный сок заливают в шейкер и тщательно перемешивают встряхиванием. Затем отфильтровывают в охлаждённый бокал с сахарной окантовкой. Готовый коктейль украшают долькой лимона.

## История
Мартини капля лимона был придуман Норманом Хобдеем, владельцем бара Henry Africa’s в Сан-Франциско, в 1970-х годах. Вероятно, его назвали в честь популярной конфеты «капля лимона». Сразу после появления, коктейль быстро распространился по барам Сан-Франциско.